# 脱原発政治連盟
脱原発政治連盟（だつげんぱつせいじれんめい）は、日本の政治団体である。略称は「緑茶会」（りょくちゃかい）。

## 概要
原子力撤廃（脱原発）を求める市民グループにより、前日本弁護士連合会会長の宇都宮健児らが呼びかけ人となって、福島第一原子力発電所事故から2周年となる2013年3月11日に設立された。同年4月24日に設立集会を参議院議員会館で開催した。2013年7月投票の第23回参議院議員通常選挙に向けては、「脱原発」を掲げる候補者を推薦し、改選議席121の過半数となる61人を当選させることを目標としていた。設立集会においては、第一次の推薦候補リスト40人もあわせて発表された。
「日本初の市民のための政治団体である」と主張している。なお、略称はアメリカ合衆国の保守派によるポピュリスト運動であるティーパーティー運動をもじったものである。
連盟側の発表によると、第23回参議院議員通常選挙での推薦候補36名のうち、当選者は6名（支持・支援を含めると17名）であった 。
2016年の第24回参議院議員通常選挙でもウェブサイトで推薦候補を公開したが、その結果に関するコメントは発表していない。